# Pichitphong Choeichiu
Pichitphong Choeichiu (tiếng Thái: พิชิตพงษ์ เฉยฉิว, sinh ngày 28 tháng 8 năm 1982) là một cầu thủ bóng đá người Thái Lan thi đấu ở vị trí tiền vệ cho câu lạc bộ ở Thai League 2 Chiangmai.

## Sự nghiệp câu lạc bộ
Trước đây anh trải qua sự nghiệp trẻ với Suphanburi Sports College từ năm 1997 đến năm 1999 trước khi chuyển đến Krung Thai Bank /Bangkok Glass năm 1999. Tiền vệ này được đưa lên đội một năm 2002, và câu lạc bộ vô địch hai mùa giải liên tiếp, 2002–03 và 2003–04. Krung Thai Bank /Bangkok Glass cũng tham gia Giải vô địch bóng đá các câu lạc bộ châu Á 3 lần giai đoạn 2003-2008 nhưng chưa bao giờ vượt qua vòng bảng. Sau chức vô địch năm 2003 and 2004, câu lạc bộ trắng tay trong 4 mùa giải tiếp theo, đến năm 2008, là mùa giải cuối cùng của Pichitphong với Krung Thai Bank. Anh có 116 lần ra sân và ghi 39 bàn thắng cho câu lạc bộ. Năm 2008, Phichitphong chuyển đến cựu vô địch tại Giải bóng đá hạng nhất quốc gia Thái Lan Muangthong United. Anh có 2 lần đoạt chức vô địch Giải bóng đá Ngoại hạng Thái Lan với Twin Qilins, năm 2009 và 2010, và cũng giành nhiều đồ bạc.

## Bàn thắng quốc tế
| #  | Ngày                 | Địa điểm           | Đối thủ            | Tỉ số | Kết quả | Giải đấu                  |
| -- | -------------------- | ------------------ | ------------------ | ----- | ------- | ------------------------- |
| 1. | 22 tháng 2 năm 2003  | Băng Cốc, Thái Lan | Qatar              | 3–1   | Thắng   | Cúp Nhà vua Thái Lan 2003 |
| 2. | 10 tháng 7 năm 2004  | Băng Cốc, Thái Lan | Trinidad và Tobago | 3–2   | Thắng   | Giao hữu quốc tế          |
| 3. | 17 tháng 11 năm 2012 | Băng Cốc, Thái Lan | Bangladesh         | 5–0   | Thắng   | Giao hữu quốc tế          |

## Danh hiệu

### Câu lạc bộ
Krung Thai Bank 
- Giải bóng đá Ngoại hạng Thái Lan: 2002-03, 2003-04
- Cúp Hoàng gia Kor: 2003, 2004

Muangthong United
- Giải bóng đá Ngoại hạng Thái Lan: 2009, 2010, 2012
- Cúp Hoàng gia Kor: 2010

### Quốc tế
U-23 Thái Lan
- Sea Games Huy chương Vàng: 2001, 2003, 2005

Thailand
- T&T Cup: 2008